# اوماته
اوماته (به اسپانیایی: Omate) یک منطقهٔ مسکونی در پرو است که در منطقه موکگوا واقع شده‌است. اوماته ۲٬۱۶۶ متر بالاتر از سطح دریا واقع شده‌است.